# マリオ・ラジーニャ
マリオ・ラジーニャ（Mário Laginha、OIH、1960年4月25日 - 、リスボン生まれ）は、ピアニストにして作曲家であり、今日最も有名なポルトガルのジャズ・ミュージシャンの1人である。ポルトガルのジャズ歌手マリア・ジョアンとのコラボレーションによって広く認められている。マリア・ジョアンとは、12枚以上のアルバムを録音し、世界中をツアーした。その他の知られたコラボレーション作品には、ベルナルド・サセッティやペドロ・ブルメスターとの連弾によるピアノ・セッションがある。
マリオのピアノに主な影響を及ぼしているのはキース・ジャレットである。 

## ディスコグラフィ

### リーダー・アルバム
- Quinteto Maria João (1983年) ※with マリア・ジョアン
- Cem Caminhos (1985年) ※マリア・ジョアン・クインテット名義
- Ao Encontro (1988年) ※Sexteto de Jazz de Lisboa名義
- Sol (Cal Viva) (1991年) ※with マリア・ジョアン
- Hoje (1994年)
- Duetos (1994年) ※with ペドロ・ブルメスター
- Danças (1995年) ※with マリア・ジョアン
- Fábula (1996年) ※with マリア・ジョアン
- Cor (1998年) ※with マリア・ジョアン
- Lobos Raposa e Coiotes (1999年) ※with マリア・ジョアン
- 『ショリーニョ・フェリス』 - Chorinho Feliz (2000年) ※with マリア・ジョアン
- Mumadji (2001年) ※with マリア・ジョアン
- 『アンダーカヴァーズ』 - Undercovers (2002年) ※with マリア・ジョアン
- Mário Laginha e Bernardo Sassetti (2003年) ※with ベルナルド・サセッティ
- Tralha (2004年) ※with マリア・ジョアン
- Canções & Fugas (2006年)
- Espaço (2007年) ※マリオ・ラジーニャ・トリオ名義
- Chocolate (2008年) ※with マリア・ジョアン
- Mongrel (2010年) ※マリオ・ラジーニャ・トリオ名義。ショパン作品集
- Terra Seca (2013年) ※Mário Laginha Novo Trio名義
- Grândolas – Seis Canções e Dois Pianos nos Trinta Anos de Abril (2014年) ※with ベルナルド・サセッティ
- Setembro (2017年) ※with ジュリアン・アルゲイエス、ヘルゲ・アンドレアス・ノールバッケン